# Сигнъс
Сигнъс (от прочит на английски на името на съзвездието Лебед на латински: Cygnus) е непилотиран снабдителен кораб, разработван от американската компания Orbital Sciences и италианската Талес Аления Спейс. Проектът се спонсорира от НАСА като част от програмата за насърчаване на развитието на частни комерсиални услуги за доставка на товари до ниска околоземна орбита и в частност до Международната космическа станция (МКС).

## История
След като снабдителният кораб К-1, финансиран от НАСА, е прекратен поради неспазване на поетите ангажименти от страна на компанията-производител, НАСА избира да финансира проекта Сигнъс заедно с Дракон. НАСА обявява това на 19 февруари 2008 година, а на 23 декември същата година подписва договор с Orbital Sciences на стойност $1,9 милиарда. По силата на този договор Orbital трябва да доставят 20 тона товар до МКС до 2016 година на борда на осем космически кораба Сигнъс.
През април 2010 година Orbital показват пълномащабен модел на Сигнъс и предвиждат да тестват апарата към края на 2010 година, но впоследствие полетът е отменен за май-юни 2011 година.

## Конструкция
Сигнъс се състои от два основни компонента – сервизен модул и товарен модул. Сервизният модул е базиран на шината STAR на Orbital Sciences за космически апарати, върху която е построен и космическият апарат Даун. Сервизният модул има брутно тегло около 1800 кг и се задвижва от ракетни двигатели, работещи на хидразин и диазотен тетраоксид. Към сервизния модул има и два слънчеви панела, които се разработват от компанията Dutch Space и се предвижда да генерират електричество с мощност 4 kW.
Планират се два товарни модула за Сигнъс – единият е базиран на многофункционалните товарени модули на Талес Аления Спейс, а другият на транспортно-складовите палети Експрес на НАСА. И двата се планира да имат брутна маса от 3500 кг и полезен товар от 2000 кг, но първият има херметизиран обем от 18,9, а вторият от 26,2 м3.
След изстрелване на борда на ракетата Антарес, Сигнъс ще се приближава до МКС и когато е на няколко метра от станцията, корабът ще бъде захващан с Канадарм2 и скачван с модула Хармъни. Сигнъс няма възможност да връща товари на Земята, но може да бъде натъпкван с отпадъци, които да изгарят заедно с него при навлизане в земната атмосфера.
Предвижда се и вариант на Сигнъс със собствена роботизирана ръка, която да се използва при доставяне на товари до други космически станции.

## Мисии
Всички мисии се предвижда да бъдат изстреляни от Централно-атлантическия регионален космодрум.
| Име на мисията | Дата на изстрелване | Име на кораба Сигнъс | Тип кораб  | Ракета-носител | Бележки |
| -------------- | ------------------- | -------------------- | ---------- | -------------- | --- |
| Cygnus Orb-D1  | 18 септември 2013   | Джордж Лоу           | Стандартен | Антарес 110    | Първа мисия на кораб Сигнъс, първа мисия на скачване на Сигнъс с МКС, второ изстрелване на Антарес. Скачването на новия товарен кораб Сигнъс с МКС е забавен поради компютърен проблем, но успешно изпълнено. |
| Orb CRS-1      | 9 януари 2014       | Чарлс Фулъртън       | Стандартен | Антарес 120    | Първа снабдителна мисия за Сигнъс, първо изстрелване на Антерес с ускорителен блок Castor 30B |
| Orb CRS-2      | 13 юли 2014         | Джанис Вос           | Стандартен | Антарес 120    | |
| Orb CRS-3      | 28 октомври 2014    | Доналд Слейтън       | Стандартен | Антарес 130    | Първо изстрелване на Антарес с ускорителен блок Castor 30XL При опита за изстрелване се получава катастрофална аномалия, в резултат на която ракетата-носител избухва. Съдържанието на товара включва храна, принадлежности за екипажа, резервни части, експерименти и тестовия спътник Arkyd-3 на компания Планетъри ризорсъс. |
| Orb CRS-4      | 19 ноември 2015     |                      | Усилен     | Антарес 130    | Първа мисия за усилен вариант на Сигнъс |
| Orb CRS-5      | TBD                 |                      | Усилен     | Антарес 130    | |
| Orb CRS-6      | TBD                 |                      | Усилен     | Антарес 130    | |
| Orb CRS-7      | TBD                 |                      | Усилен     | Антарес 130    | |
| Orb CRS-8      | TBD                 |                      | Усилен     | Антарес 130    | |